# Le Port (Nabokov)
Pour les articles homonymes, voir Le Port.
Le Port (en russe Порт, en anglais The Seaport) est une nouvelle de Vladimir Nabokov écrite en russe au début 1924 et parue dans Roul, le journal de l'émigration russe à Berlin, le 24 mai 1924. Elle fut ensuite intégrée au recueil Le Retour de Tchorb. Aujourd'hui, elle fait partie du recueil La Vénitienne et autres nouvelles. Le texte est en partie autobiographique : Nabokov fit en effet un bref séjour à Marseille en juillet 1923 et fréquenta un restaurant russe dans le quartier du port.
Nikitine, le personnage central du récit, est un Russe qui vient d'arriver à Marseille en provenance d'Istamboul. Après un passage chez le coiffeur, il entre dans un petit restaurant. Il cherche du travail et est invité par deux marins russes à embarquer avec eux pour des destinations lointaines : ils travaillent à la chaufferie du bateau et lui décrivent leurs difficiles conditions de travail... 